# Список птахів островів Тристан-да-Кунья
Це перелік видів птахів, зафіксованих на території островів Тристан-да-Кунья. Авіфауна островів Тристан-да-Кунья налічує загалом 88 видів, з яких 12 видів є ендемічними, а 1 вид вимер.

## Позначки
Наступні теги використані для виділення деяких категорій птахів.
- (А) Випадковий — вид, який рідко або випадково трапляється на островах Тристан-да-Кунья
- (Е) Ендемічий — вид, який є ендеміком островів Тристан-да-Кунья
- (Ex) Вимерлий — вид, який мешкав на островах Тристан-да-Кунья, однак повністю вимер.

## Гусеподібні(Anseriformes)
Родина: Качкові (Anatidae)
- Чирянка жовтодзьоба, Anas flavirostris (A)

## Зозулеподібні(Cuculiformes)
Родина: Зозулеві (Cuculidae)
- Кукліло північний, Coccyzus americanus (A)

## Дрімлюгоподібні(Caprimulgiformes)
Родина: Дрімлюгові (Caprimulgidae)
- Анаперо віргінський, Chordeiles minor (A)

## Журавлеподібні(Gruiformes)
Родина: Пастушкові (Rallidae)
- Пастушок тристанський, Laterallus rogersi (E)
- Пастушок золотодзьобий, Neocrex erythrops (A)
- Porphyrio martinicus (A)
- Курочка тристанська, Gallinula nesiotis (Ex)
- Курочка короткокрила, Gallinula comeri (E)
- Лиска жовтодзьоба, Fulica armillata (A)

## Пінгвіноподібні(Sphenisciformes)
Родина: Пінгвінові (Spheniscidae)
- Пінгвін королівський, Aptenodytes patagonicus (A)
- Пінгвін-шкіпер, Pygoscelis papua (A)
- Пінгвін антарктичний, Pygoscelis antarcticus (A)
- Пінгвін золотоволосий, Eudyptes chrysolophus (A)
- Eudyptes moseleyi

## Фаетоноподібні(Phaethontiformes)
Родина: Фаетонові (Phaethontidae)
- Фаетон червонодзьобий, Phaethon aethereus (A)
- Фаетон білохвостий, Phaethon lepturus (A)
- Фаетон червонохвостий, Phaethon rubricauda (A)

## Буревісникоподібні(Procellariiformes)
- Океанник Вільсона, Oceanites oceanicus
- Океанник сіроспинний, Garrodia nereis (A)
- Океанник білобровий, Pelagodroma marina (A)
- Фрегета білочерева, Fregetta grallaria (A)
- Фрегета чорночерева, Fregetta tropica (A)

Родина: Качуркові (Hydrobatidae)
- Качурка мадерійська, Hydrobates castro (A)
- Качурка північна, Hydrobates leucorhoa

Родина: Буревісникові (Procellariidae)
- Буревісник гігантський, Macronectes giganteus
- Буревісник велетенський, Macronectes halli
- Буревісник південний, Fulmarus glacialoides
- Daption capense
- Пріон широкодзьобий, Pachyptila vittata
- Пріон антарктичний, Pachyptila desolata
- Тайфунник кергеленський, Aphrodroma brevirostris
- Тайфунник тихоокеанський, Pterodroma externa
- Тайфунник м'якоперий, Pterodroma mollis
- Тайфунник атлантичний, Pterodroma incerta
- Тайфунник білоголовий, Pterodroma lessonii
- Тайфунник довгокрилий, Pterodroma macroptera
- Буревісник сірий, Procellaria cinerea
- Буревісник білогорлий, Procellaria aequinoctialis
- Буревісник тристанський, Procellaria conspicillata (E)
- Буревісник сивий, Ardenna grisea
- Буревісник великий, Ardenna gravis
- Буревісник середземноморський, Calonectris diomedea (A)
- Буревісник атлантичний, Calonectris borealis (A)
- Буревісник-крихітка каприкорновий, Puffinus assimilis
- Пуфінур великий, Pelecanoides urinatrix

Родина: Альбатросові (Diomedeidae)
- Альбатрос мандрівний, Diomedea exulans
- Альбатрос бурий, Phoebetria fusca
- Альбатрос довгохвостий, Phoebetria palpebrata
- Альбатрос смугастодзьобий, Thalassarche chlororhynchos
- Альбатрос сіроголовий, Thalassarche chrysostoma
- Альбатрос чорнобровий, Thalassarche melanophris
- Альбатрос сірощокий, Thalassarche cauta

## Пеліканоподібні(Pelecaniformes)
Родина: Чаплеві (Ardeidae)
- Чапля мангрова, Butorides striata (A)
- Чапля єгипетська, Bubulcus ibis  (A)
- Кокої, Ardea cocoi (A)
- Чепура велика, Ardea alba (A)
- Чепура блакитна, Egretta caerulea (A)
- Чепура американська, Egretta thula (A)

## Сивкоподібні(Charadriiformes)
Родина: Сніжницеві (Chionidae)
- Сніжниця жовтодзьоба, Chionis albus (A)

Родина: Сивкові (Charadriidae)
- Пісочник великий, Charadrius hiaticula (A)
- Пісочник сірощокий, Charadrius modestus (A)

Родина: Баранцеві (Scolopacidae)
- Бартрамія, Bartramia longicauda (A)
- Кульон середній, Numenius phaeopus(A)
- Крем'яшник звичайний, Arenaria interpres(A)
- Побережник гострохвостий, Calidris acuminata
- Побережник білий, Calidris alba(A)
- Побережник білогрудий, Calidris fuscicollis(A)
- Побережник арктичний, Calidris melanotos (A)
- Набережник плямистий, Actitis macularius(A)
- Коловодник малий, Tringa solitaria(A)
- Коловодник жовтоногий, Tringa flavipes(A)
- Коловодник великий, Tringa nebularia(A)
- Плавунець плоскодзьобий, Phalaropus fulicarius(A)

Родина: Поморникові (Stercorariidae)
- Поморник фолклендський, Stercorarius antarctica
- Поморник середній, Stercorarius pomarinus (A)
- Поморник чилійський, Stercorarius chilensis (A)
- Поморник довгохвостий, Stercorarius longicaudus (A)

Родина: Мартинові (Laridae)
- Крячок бурий, Anous stolidus
- Мартин домініканський, Larus dominicanus (A)
- Мартин ставковий, Leucophaeus pipixcan (A)
- Крячок полярний, Sterna paradisaea (A)
- Крячок антарктичний, Sterna vittata

## Лелекоподібні(Ciconiiformes)
Родина: Лелекові (Ciconiidae)
- Лелека білий, Ciconia ciconia (A)

## Соколоподібні(Falconiformes)
Родина: Соколові (Falconidae)
- Кібчик амурський, Falco amurensis (A)

## Горобцеподібні(Passeriformes)
Родина: Ластівкові (Hirundinidae)
- Ластівка сільська, Hirundo rustica (A)

Родина: Саякові (Thraupidae)
- Тристанка мала, Neospiza acunhae (E)
- Тристанка велика, Nesospiza wilkinsi (E)
- Тристанка жовта, Nesospiza questi (E)
- Вівсянка гузька, Rowettia goughensis (E)

Родина: Вівчарикові (Phylloscopidae)
- Вівчарик весняний, Phylloscopus trochilus (A)

Родина: Дроздові (Turdidae)
- Дрізд тристанський, Turdus eremita (E)